# Nadîci, Jovkva
Nadîci (în ucraineană Надичі) este localitatea de reședință a comunei Nadîci din raionul Jovkva, regiunea Liov, Ucraina.

## Demografie
Componența lingvistică a localității Nadîci
     Ucraineană (100%)
Conform recensământului din 2001, toată populația localității Nadîci era vorbitoare de ucraineană (100%).